# Căciulați, Ilfov
Căciulați este un sat în comuna Moara Vlăsiei din județul Ilfov, Muntenia, România. Este situat în partea de nord a județului.

## Așezare
Satul se află în nordul județului, pe malul drept al râului Cociovaliștea. Este traversată de autostrada București–Ploiești, pe care se construiește o ieșire care să o deservească. Ieșirea de pe autostradă va duce în șoseaua județeană DJ101, care traversează satul, legând-o spre est de satul Moara Vlăsiei și de comuna Grădiștea și mai departe în județul Ialomița de Fierbinți-Târg, Dridu și Jilavele (unde se termină în DN1D); și spre vest de Balotești (unde se intersectează cu DN1), Corbeanca și Buftea (unde se termină în DN1A). În estul comunei, în zona limitei cu comuna Grădiștea, din acest drum se ramifică șoseaua județeană DJ101C, care duce către nord la Gruiu și Ciolpani (unde se termină în DN1).
Prin satul Căciulați trece calea ferată București–Urziceni, pe care este deservită de stația Căciulați.

## Istorie
La sfârșitul secolului al XIX-lea, satul era reședința comunei care purta numele de Căciulați, care făcea parte din plasa Snagov a județului Ilfov și era formată din satele Căciulați, Canela, Moara Săracă (fostul nume al satului Moara Vlăsiei), Pășcani și Pârlita. 
În 1950, comuna Căciulați a devenit reședința raionului Căciulați din regiunea București, statut pe care l-a avut până în 1960, când raionul a fost desființat, și comuna a fost inclusă în raionul Răcari al aceleiași regiuni. În 1968, a devenit parte a nou-reînființatului județ Ilfov; cu această ocazie, satele Canela, Moara Săracă și Pășcani au fost comasate într-un singur sat, denumit Moara Vlăsiei, și devenit reședința comunei, care a și luat numele acestuia. O nouă reorganizare administrativă a zonei, în 1981, a dus la plasarea comunei în Sectorul Agricol Ilfov, subordonat municipiului București, sector devenit în 1998 județul Ilfov.

## Industrie
1. Crescutul de animale: Ferma Ancuței. Ferma oferă lapte prin dozator în Băneasa și Otopeni. Adresă: Linia Teiului nr.121.[3]
2. Comerț en gros cu garduri: DECORIO PLUS SRL.[4]
3. Floricultură: "Fabrica de Plante" a lui Claudiu Titiliuc.[5]

## Turism
1. Pe teritoriul satului se află ansamblul fostului palat Alexandru Ghica, monument istoric cu codul IF-II-a-B-15268. Ansamblul cuprinde palatul (datat 1830), biserica „Adormirea Maicii Domnului“ (1832), capelă și parc.[6]
2. Balta Căciulați este o baltă de pescuit aflată în partea nordică a satului. Ocupă circa 30 de ha. și este accesibilă pescarilor amatori din București și împrejurimi.[7] Balta este frecventată și de către personalități din lumea teatrului și stand-up-ului, precum Mihai Bobonete.[8] La Balta Căciulați s-au filmat în 2017 două episoade din emisiunea TV „Mincinoșii”.[9]
3. Satul reprezintă un potențial modest pentru recreerea populației capitalei, precum o atestă proiecte precum By The Lake[10]

## Monumente istorice
1. Monument funerar ridicat în cinstea soldaților căzuți în Primul Război Mondial. Descriere:  În curtea bisericii cu hramul ,,Adormirea Maicii Domnului” ctitoria domnului Alexandru Ghica, este amplasat un monument funerar ridicat în cinstea eroilor căzuți în Primul Război Mondial. Monumentul este compus dintr-o bază din beton varuită, peste care se ridică un soclu ca un trunchi de piramidă din trei asize din blocuri de piatră văruite, peste care este așezat un trunchi de copac care susține o cruce. Pe fața principală a monumentului, pe trunchiul de copac este o ramură de laur.  Pe fața principală, sunt două plăci de marmură: - pe baza monumentului placa cu inscripția: ,,Eroii viteji morți pe câmpul de luptă în campania 1916-1918 din com. Căciulați Ilfov” și urmează lista eroilor, - pe soclul ca un trunchi de piramidă din zidărie din piatră placa cu inscripția: „În amintirea Eroilor din campania 1916-1918 pe teritoriul com. Căciulați Ilfov” În fața monumentului este un mormânt înconjurat cu un grilaj de fier forjat prins într-un rebord din beton văruit.[11]
2. Situl arheologic. Situl se află în zona drumului de acces spre pădurea Pașcani și în capetele de est și vest ale pădurii, pe malul stâng al Cociovaliștei, și cuprinde trei așezări din Epoca Bronzului (din care una atribuită culturii Tei, faza V), una din secolele al II-lea–al III-lea e.n., una din secolele al IX-lea–al X-lea și una din secolul al X-lea.
3. Monument de arhitectură. Pe teritoriul satului se află ansamblul fostului palat Alexandru Ghica, monument istoric cu codul IF-II-a-B-15268. Ansamblul cuprinde palatul (datat 1830), biserica „Adormirea Maicii Domnului“ (1832), capelă și parc.